# Pietro Linari
Pietro Linari (Firenze, 15 ottobre 1896 – Firenze, 1º gennaio 1972) è stato un ciclista su strada e pistard italiano, professionista dal 1921 al 1936 e vincitore della Milano-Sanremo 1924.

## Carriera
Corse per le italiane Legnano e Dei e per la tedesca Diamant. Si distinse soprattutto come velocista, imponendosi alla Milano-Sanremo del 1924 davanti a Gaetano Belloni e Costante Girardengo. Vinse anche due tappe al Giro d'Italia, una nel 1922, in volata su Alfredo Sivocci e Luigi Annoni, e una nel 1925, davanti a Belloni ed Alfredo Binda. Ottenne anche alcuni successi su pista, dove fu campione italiano di velocità nel 1929. Ottenne il primato del mondo nei 500 metri e nel chilometro.
Dal 1925 a Borgo a Buggiano si svolge in suo onore la Coppa Linari, gara a livello internazionale per la categoria juniores.

## Palmarès

### Strada
- 1922 (Legnano, due vittorie)

Coppa Ginori
6ª tappa Giro d'Italia (Napoli > Roma)
- 1923 (Legnano, una vittoria)

Milano-Modena
- 1924 (Legnano, due vittorie)

Milano-Sanremo
Giro dell'Emilia
- 1925 (Legnano, una vittoria)

1ª tappa Giro d'Italia (Milano > Torino)
- 1927 (Legnano, due vittorie)

Giro del Württemberg
Rund um Frankfurt

#### Altri successi
- 1922 (Legnano)

Circuito dell'Indiano
- 1923 (Legnano)

Criterium di Torino
- 1925 (Legnano)

Criterium di Ginevra
- 1926 (Legnano)

Criterium di Ginevra
- 1930 (Dei)

Circuito dell'Indiano
- 1934 (individuale)

Circuito di Bari
Circuito di Lucca

### Pista
- 1926

Sei giorni di New York (con Reginald McNamara)
- 1928

Sei giorni di Milano (con Costante Girardengo)
- 1929

Campionati italiani, Velocità
Sei giorni di Stoccarda (con Emil Richli)
- 1931

Sei giorni di Parigi (con Alfredo Dinale)

## Piazzamenti

### Grandi Giri
- Giro d'Italia

1922: ritirato
1923: ritirato
1924: ritirato
1925: ritirato
1926: ritirato
1927: ritirato
1928: ritirato
1929: ritirato

### Classiche monumento
- Milano-Sanremo

1922: 8º
1924: vincitore
1925: 3º
- Parigi-Roubaix

1925: 4º
- Giro di Lombardia

1921: 23º
1923: 2º
1924: 3º